# Furna (Grisones)
Furna (en romanche Fuorn) es una comuna suiza del cantón de los Grisones, ubicada en la región de Prettigovia/Davos. Limita al noroeste y norte con la comuna de Grüsch, al noreste con Schiers, al este con Jenaz, al sur con Peist y Sankt Peter-Pagig, y al oeste con Trimmis.